# Alison Suttie, Baroness Suttie

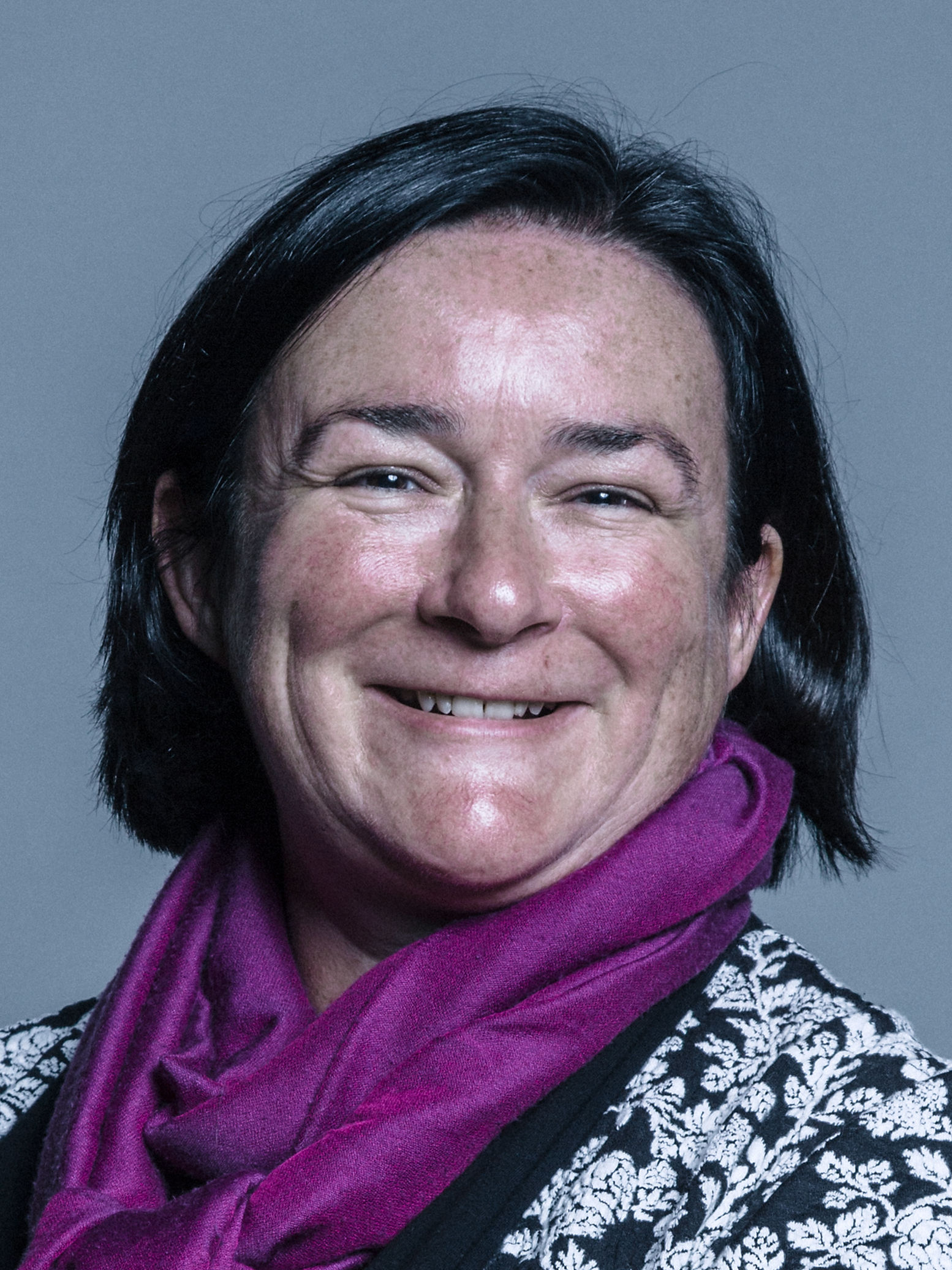
Alison Suttie, Baroness Suttie

Alison Mary Suttie, Baroness Suttie (* 27. August 1968 in Hawick, Schottland) ist eine britische Politikerin der Liberal Democrats. Seit September 2013 ist sie als Life Peer Mitglied des House of Lords.

## Leben
Suttie wurde in den Scottish Borders geboren. Sie ist die Tochter von Alastair Suttie und dessen Ehefrau Gillian Suttie. Ihr Vater praktizierte als Facharzt für Allgemeinmedizin und Hausarzt in Hawick; ihre Mutter lebt heute (Stand: August 2013) noch dort. Suttie besuchte von 1980 bis 1986 die Hawick High School. Von 1986 bis 1990 studierte sie Französisch und Russisch an der Heriot-Watt University in Edinburgh. Dort erwarb sie einen Bachelor-Abschluss (BA Hons). 1988 nahm sie während ihres Studiums an einem dreimonatigen Austauschprogramm für Sprachstudenten teil und studierte Russisch an der Staatlichen Universität Woronesch im Süden Russlands. Nach ihrem Studienabschluss arbeitete sie von Dezember 1990 bis zum Frühjahr 1991 als Englisch-Lehrerin in Sankt Petersburg.
Von Januar 2002 bis Juli 2004 arbeitete sie als Pressesekretärin und politische Beraterin (Press Secretary and Policy Advisor) des Präsidenten des Europäischen Parlaments, Pat Cox. Von Mai 2006 bis Mai 2010 war sie Amtsleiterin (Head of Office) des Büros des Fraktionsvorsitzenden der Liberal Democrats im House of Commons, Nick Clegg. Von Mai 2010 bis Oktober war sie anschließend stellvertretende Stabschefin (Deputy Chief of Staff) von Nick Clegg im Büro des stellvertretenden Premierministers (Office of the Deputy Prime Minister). 2010 war sie Wahlkampfmanagerin (Campaign manager) der Liberal Democrats bei den Britischen Unterhauswahlen. 2010 war sie außerdem Koordinatorin (Co-ordinator) des Koalitionsverhandlungsteams der Liberal Democrats bei den Verhandlungen mit der Conservative Party.
Seit Februar 2012 arbeitet sie als selbständige politische Beraterin. Suttie ist inhaberin einer eigenen Agentur, Suttie Consultancy. Im März 2013 war sie als Beraterin für Staatsbedienstete in Chișinău in der Republik Moldawien tätig. Außerdem beriet sie Regierungsstellen und Beamte in Tunesien.
Am 1. August 2013 wurde bekanntgegeben, dass Suttie zum Life Peer ernannt und für die Liberal Democrats Mitglied des House of Lords werden soll. Sie wurde als sog. „Working Peer“ berufen. Am 17. September 2013 wurde sie als Baroness Suttie, of Hawick in the Scottish Borders, zum Life Peer erhoben und ist seither Mitglied des House of Lords. Am 21. Oktober 2013 wurde sie, mit Unterstützung von Rosalind Scott, Baroness Scott of Needham Market und Archy Kirkwood, Baron Kirkwood of Kirkhope, offiziell ins House of Lords eingeführt. Ihre Antrittsrede hielt sie, kurz nach der Antrittsrede von Alicia Kennedy, Baroness Kennedy of Cradley, ebenfalls am 21. November 2013 in einer Debatte über Menschenrechte.
Zu ihren politischen Schwerpunktgebieten gehören Europapolitik, internationale Entwicklungshilfe, die Schottland-Politik der britischen Regierung, Verfassungsreformen und die Menschenrechte. Ihr politisches Interesse gilt geografisch besonders der Europäischen Union, sowie den Ländern Moldawien, Russland, Bhutan und Nepal.